# Verónica Leal
Verónica Leal Balderas (* 15. Oktober 1977) ist eine mexikanische Radsportlerin. Die siebenfache mexikanische Meisterin war Bronzemedaillengewinnerin bei der Panamerikanischen Straßenmeisterschaft 2009 und vertrat Mexiko bei den Weltmeisterschaften 2004, 2009, 2010, 2011, 2012 und 2014.

## Erfolge
- 2000
  - 3. Mexikanischen Meisterschaften – Straßenrennen
- 2001
  - 3. Mexikanischen Meisterschaften – Einzelzeitfahren
- 2008
  - 2. Mexikanischen Meisterschaften – Einzelzeitfahren
- 2009
  -  Mexikanische Meisterin – Einzelzeitfahren
  -  Mexikanische Meisterin – Straßenrennen
  -  3. bei den Panamerikanischen Straßenmeisterschaften
- 2010
  -  Mexikanische Meisterin – Einzelzeitfahren
  -  Mexikanische Meisterin – Straßenrennen
- 2011
  -  Mexikanische Meisterin – Einzelzeitfahren
- 2013
  - 2. Mexikanischen Meisterschaften – Einzelzeitfahren
- 2014
  -  Mexikanische Meisterin – Einzelzeitfahren
- 2015
  - 2. Mexikanischen Meisterschaften – Einzelzeitfahren
- 2016
  -  Mexikanische Meisterin – Einzelzeitfahren